# بردلی (کامیونیتی)، شهرستان لینکلن، ویسکانسین
بردلی (به انگلیسی: Bradley) یک منطقهٔ مسکونی در ایالات متحده آمریکا است که در بردلی واقع شده‌است. بردلی ۴۴۸٫۰۶ متر بالاتر از سطح دریا واقع شده‌است.